# ナムコ・ゲームサウンド・エクスプレス
「ナムコ・ゲームサウンド・エクスプレス」（NAMCO GAME SOUND EXPRESS）は、ナムコ（後のバンダイナムコエンターテインメント）のアーケードゲームのゲームミュージックを収録した、アルバムのシリーズである。

## 概要
本シリーズは、『ビデオ・ゲーム・グラフィティ』『ナムコット・ゲーム・ア・ラ・モード』といったナムコゲームのサウンドトラックをリリースしてきた、ビクター音楽産業時代、後のビクターエンタテインメント（現・フライングドッグ）時代がCD・カセットテープにて展開した。「エクスプレス」と付く通り、ゲームの稼働開始からさほど間を置かずにアルバムが発売されており、また一部を除きシリーズ全てが1タイトル1,500円に統一されていた。
内容は基本的にゲームで使われている楽曲をほぼそのまま収録しているが、中には未使用曲やアレンジ曲も収録されているものもある。また、収録時間は作品によって大きく異なり、60分を超えるものから20分に満たないものまである。
本シリーズの収録タイトルは1980年末期から1990年代以降にかけてリリースされたアーケードゲームが中心となっている。

## シリーズ作品
1. ワルキューレの伝説
  - 本タイトルは1,400円。
2. バーニングフォース
3. ファイネストアワー
4. ドラゴンセイバー
  - 本タイトルは3,000円。シリーズ唯一の2枚組で、2枚目には米光亮によるアレンジ版と、ゲーム内裏技で聞くことの出来る前作BGMのアレンジ版が収録されている。
5. ローリングサンダー2
6. スターブレード/ギャラクシアン3 プロジェクトドラグーン
  - 徳丸完、飛田展男、永堀美穂によるミニドラマも収録。
7. F/A
  - 全曲メドレー形式での収録。
8. コズモギャング・ザ・ビデオ＆コズモギャング・ザ・パズル
9. ナックルヘッズ
10. サイバースレッド
11. リッジレーサー
12. ギャラクシアン3シアター6
13. ネビュラスレイ
14. リッジレーサー2
15. X-DAY
16. ギャラクシアン3 アタック オブ ゾルギア
17. 鉄拳
18. エアーコンバット22
19. マッハブレイカーズ
20. アウトフォクシーズ
21. グレイトスラッガーズ
22. ガンバレット
23. サイバーサイクルズ
24. レイブレーサー
25. アルペンレーサー
26. 鉄拳2
27. X-DAY2

## 備考
- サイトロン・レーベルにて、同趣旨のシリーズ「G.S.M.1500シリーズ」が、まったくの同時期に始まっている（第一作の発売日が同じ）。ただし、本シリーズと異なりCDのみでの供給となる。なお、G.S.M.1500シリーズからもナムコのサウンドトラック作品が2タイトル（『ダートフォックス』『マーベルランド』）発売されている。
- 2004年末、『ビデオ・ゲーム・グラフィティ』『ナムコット・ゲーム・ア・ラ・モード』『ナムコ・ゲームサウンド・エクスプレス』の全タイトルをまとめた、39枚組ボックスCD『ナムコ・ミュージック・ワンダー・ボックス』が2005年3月23日に発売されると発表された[1]。様々な特典付きで限定2,000セット（完全予約生産）、定価76,500円での発売が予定され、予約も受け付けられていたが、2005年2月21日に権利上の問題から、発売中止がアナウンスされた。